# کولوندو (شهرستان لیلک)
کولوندو (به لاتین: Kulundu) یک روستا در قرقیزستان است که در شهرستان لیلک واقع شده‌است. کولوندو ۸٬۲۵۰ نفر جمعیت دارد و ۶۴۰ متر بالاتر از سطح دریا واقع شده‌است.